# San Sebastián de los Ballesteros
San Sebastián de los Ballesteros è un comune spagnolo di 837 abitanti situato nella comunità autonoma dell'Andalusia.